# Wolfgang Schultz (Philosoph)

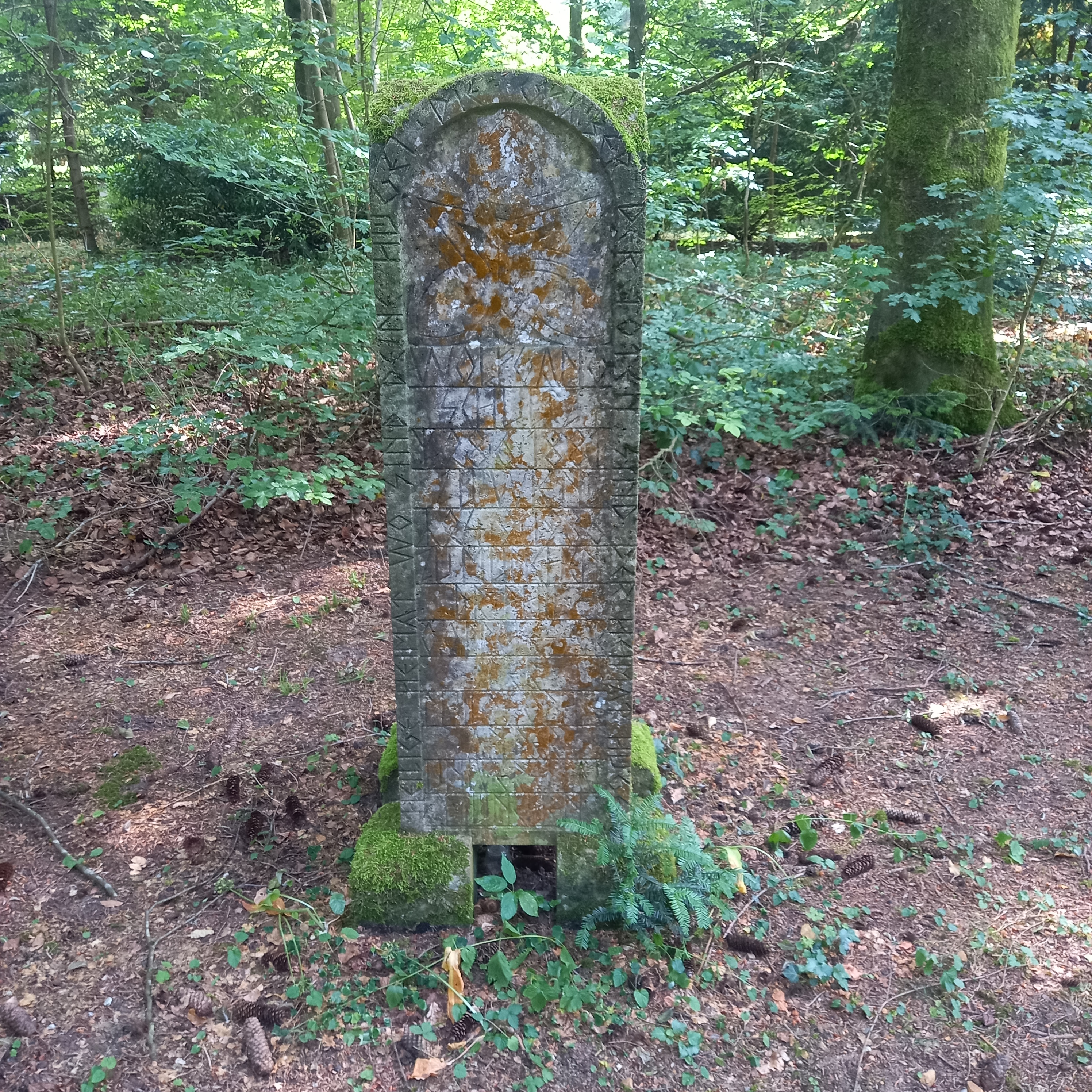
Das Grab von Wolfgang Schultz auf dem Waldfriedhof (München)

Wolfgang Schultz, genannt Mondschultz, (* 28. Juni 1881 in Wien; † 24. September 1936 in München) war ein österreichisch-deutscher Philosoph, Schriftsteller und Nationalsozialist, der in der Zeit des Nationalsozialismus gegen den Widerstand der philosophischen Fakultät an der Universität München eine Professur für Philosophie als Nachfolger des emigrierten Richard Hönigswald erhielt.

## Leben
Nach der Reifeprüfung 1899 studierte der Sohn eines akademischen Malers Philosophie und Mathematik in Wien. Hinzu kamen philologische und archäologische Vorlesungen. Die Promotion im Dezember 1904 hatte das Thema „Das Farbempfindungssystem der Hellenen“. Schultz lebte anschließend als freier Schriftsteller und Privatgelehrter in Wien und veröffentlichte einige Bücher als Studien zur antiken Kultur. Von 1914 bis 1920 war Schultz Herausgeber der Zeitschrift Mitra. Monatsschrift für vergleichende Mythenforschung. Während des Ersten Weltkrieges war er Frontsoldat. In den Jahren 1918 bis 1921 war er als Verwalter des „Forschungsinstituts für Osten und Orient“ in Wien tätig. Nach der Heirat lebte er ab 1922 im preußischen Görlitz und befasste sich verstärkt mit weltanschaulichen Themen und Kulturvergleichen. Von 1929 bis 1931 gab er die „Wissenschaftslehre“ von Bernard Bolzano in vier Bänden heraus.
Schultz engagierte sich schon früh für den Nationalsozialismus und trat der NSDAP bereits am 1. Mai 1932 bei (Mitgliedsnummer 1.075.591). Nach der „Machtergreifung“ bemühte er sich aktiv um eine Lehrtätigkeit an der Universität München. Nach eigener Darstellung hatte er sich bis dahin bemüht, „nach den Quellen des arteignen Denkens der Völker nordischer Rasse“ zu fahnden und sich dabei eine eigene undogmatische Weltanschauung gebildet. Programmatisch erklärte er in seinem Lebenslauf:
„Ich bin Nationalsozialist von Grund aus und weiss, dass es um die geistige Erneuerung unseres ganzen Denkens in allen Fächern geht, und dass kaum von anderer Seite her, darauf ein ebenso tiefer Einfluss ausgeübt werden kann, wie von der philosophischen Lehrkanzel einer grossen Universität. Und ich würde meine Lehrkanzel als Keimzelle einer künftigen deutschen Weltanschauung zur Entfaltung zu bringen trachten.“
Nachdem Martin Heidegger den Ruf auf die Nachfolge von Richard Hönigswald abgelehnt hatte, forderte das bayerische Kultusministerium die Universität auf, bei der erneuten Ausschreibung der Stelle auch Schultz zu berücksichtigen. Die Ablehnung der Fakultät erfolgte mit deutlichen Worten:
„Eine solche Vertretung der Philosophie wäre an einer Universität von der Bedeutung Münchens in allen Hinsichten ungenügend; die Fakultät bittet darum dringend von seiner Berufung abzusehen.“
Albert Rehm bezeichnete die Ausführung der Arbeiten zur Antiken Kultur als „ungeheuerlich“ und sah in ihnen das Spiel freier Phantasie:
„Gewiss findet sich auch Richtiges und finden sich Ansätze zu fruchtbarer Problemstellung da und dort. Aber das Gute ist eben bis zur Unkenntlichkeit vom Phantastischen überwuchert.“
Neben Alfred Rosenberg machten sich eine Reihe von prominenten Nationalsozialisten wie der Physiker Philipp Lenard, Eva Chamberlain-Wagner oder der Verleger J. F. Lehmann für Schultz stark. Um den direkten Konflikt mit der Fakultät zu vermeiden, erhielt Schultz im Sommersemester 1934 die Vertretung für den Lehrstuhl Hönigswalds. Man hoffte im Ministerium wohl darauf, dass an der Universität mit der Gewöhnung auch der Widerstand abnehmen werde. Um ihn nicht zu überlasten, brauchte Schultz in seinem ersten Semester nur eine vierstündige Vorlesung zu halten. Sein Thema war „Grundzüge arteigenen Denkens“. Am 1. November 1934 wurde Schultz schließlich zum ordentlichen Professor ernannt und übernahm den von ihm angestrebten Lehrstuhl. Die Resonanz bei den Studenten blieb allerdings gering. Als er Anfang des Wintersemesters 1934/35 schwer erkrankte, wurde auf eine Vertretung verzichtet, da sich für seine „Einführung in die Philosophie“ nur sechs und für sein „Seminar über weltanschauliche Fragen“ nur drei Studenten eingeschrieben hatten.
Schultz stand im engen Kontakt zum Amt Rosenberg und berichtete dorthin über die Aktivitäten in der Fakultät und auch über den Dekan Walther Wüst. 30. Januar 1936 wurde er zum Hauptstellenleiter der (nicht realisierten) Abteilung „Arische Weltanschauung und Volkskunde“ im Amt Rosenberg ernannt. Dazu wurde er am 20. April 1936 Hauptstellenleiter im Außenpolitischen Amt der NSDAP. Schultz starb überraschend an den Folgen einer Operation. Das von ihm weitgehend ausgearbeitete Buch „Grundgedanken einer nationalsozialistischen Kulturpolitik“ wurde postum veröffentlicht und erhielt sogar eine zweite Auflage.

## Schriften
- Das Farbempfindungssystem der Hellenen, Leipzig 1904.
- Pythagoras und Heraklit, Leipzig/Wien 1905.
- Altionische Mystik, Leipzig/Wien 1907.
- Dokumente der Gnosis, Jena 1910.
- Die Anschauung vom Monde und seinen Gestalten im Mythos und Kunst der Völker, 1912.[1]
- Die Sittenlehre des Zarathustra. In: Jahrbuch der Philosophischen Gesellschaft an der Universität Wien, Leipzig 1913, 2–41.
- Zeitrechnung und Weltordnung in ihren übereinstimmenden Grundzügen bei den Indern, Iranern, Hellenen, Italikern, Kelten, Germanen, Litauern, Slawen. (= Mannus-Bibliothek, Band 35.) Leipzig 1924.
- Tierköpfe mit tierverzierten Feldern in Oseberg und Wendel. In: Mannus, Zeitschrift für deutsche Vorgeschichte, XVII, 1925, S. 344–366.
- Die Kirche Wang. In: Schlesische Monatshefte, Breslau 1925, S. 233–249.
- Balder, das Oseberggrab und südrussisch-sakische Parallelen. In: Mannus, V. Ergänzungsband 1927, S. 129–136.
- Das Schiffsgrab der Wikingerkönigin Asa von Oseberg. In: Die Bergstadt, XV, Breslau 1927, 11 S.
- Thors Bergung. In: Mannus, VI. Ergänzungsband 1928, S. 316–323.
- Der Sinn der Leichenverbrennung. In: Altschlesische Blätter, III, Breslau 1928, S. 22–29.
- Quellen des Volkstanzes I-III. In: Der Volkstanz. III, Leipzig 1928; IV, Leipzig 1929. S. 81, 85, 89–93, 9–15.
- Die Felsritzung von Hvitlycke und das Eddalied von Thrym. In: Mannus, XXI, 1929, S. 52–71.
- Die religiöse und geistige Kultur der germanischen Bronzezeit. I: Die Germanen und die Kultur der Felsritzer. In: Jahreshefte der Gesellschaft für Anthropologie und Urgeschichte der preußischen Oberlausitz, III, 2, Görlitz 1929, S. 73–118.
- Die Naturwissenschaften und unsere Weltanschauung. In: Volk und Rasse, München 1930, 35 S.
- Die Felsbilder Skandinaviens und Nordafrikas. In: Mitteilungen der Anthropologischen Gesellschaft in Wien, LXI, 1931, S. 239–268.
- Der Eimer von Sacrau als Religionsdenkmal und Kunstwerk. In: Altschlesische Blätter, VI, Breslau 1931, S. 17–19.
- Arische Rassenhygiene in der Religion der alten Perser. In: Volk und Rasse, München 1932, S. 129–144.
- Steuer, Faltboot und Rammspitze im Schiffsbaue der jüngeren Bronzezeit. In: Mannus, XXIV, 1932, S. 40–56.
- Anthropologie, Urgeschichte, Volkskunde. In: Jahreshefte der Gesellschaft für Anthropologie, Urgeschichte und Volkskunde der preußischen Oberlausitz, III, 3, Görlitz 1933, S. 227–242.
- Der rassische und völkische Grundgedanke des Nationalsozialismus. In: Die Verwaltungsakademie, Ein Handbuch für den Beamten im nationalsozialistischen Staat, Band 1: Die weltanschaulichen, politischen und staatsrechtlichen Grundlagen des nationalsozialistischen Staates (Gruppe 1, Beitrag 4), Berlin o. J. [1934].
- Iran und Zarathustra. In: Nationalsozialistische Monatshefte. 5. Jahrgang, Heft 47, München 1934, S. 97–128.
- Altgermanische Kultur in Wort und Bild. Drei Jahrtausende germanischen Kulturgestaltens. Gesamtschau – Die Gipfel – Ausblicke. J. F. Lehmanns Verlag, München 1934, 4. Aufl. 1937.
- Grundgedanken nationalsozialistischer Kulturpolitik, aus dem Nachlass. Franz-Eher-Verlag, München 1939, 2. Aufl. 1943. Wurde nach Ende des Zweiten Weltkrieges in der Sowjetischen Besatzungszone auf die Liste der auszusondernden Literatur gesetzt.[8]